# Stereognathus
Stereognathus — вимерлий рід тритилодонтидових цинодонтів із середньої юри Сполученого Королівства. Існує єдиний вид: S. ooliticus, названий на честь Великих оолітових родовищ Англії. Другий вид, S. hebridicus, був названий на честь Гебридських островів у Шотландії, де він був знайдений; у 2017 році він був синонімічним до S. ooliticus.